# A.D.G.
A.D.G.（ア・デ・ジェ、1947年12月19日 - 2004年11月1日）は、フランスの小説家。

## 人物
本名はアラン・フルニエ（Alain Fournier）。トゥール出身。『グラン・モーヌ』などで有名な小説家アラン・フルニエ（Alain-Fournier）は、同姓同名の別人。
ジャン＝パトリック・マンシェットらとともにネオ・ポラール（1970年代に発生した新しいフランス・ミステリーの流れ）の書き手として有名。

## 代表作
- la Nuit des grands chiens malades（1972年）

『病める巨犬たちの夜』（日影丈吉訳、早川書房［ハヤカワ・ミステリ］、1979年）
- Je suis un roman noir （1974年）

『おれは暗黒小説だ』（岡村孝一訳、早川書房［ハヤカワ・ミステリ］、1979年）